# Волнушка розовая
Волну́шка ро́зовая (лат. Lactárius torminósus) — гриб рода Млечник (Lactarius) семейства Сыроежковые (Russulaceae).
Народные и местные названия: волнянка, волжанка, волвенка, волвяница, волминка, волнуха, краснуха, красуля, отваруха.

## Описание

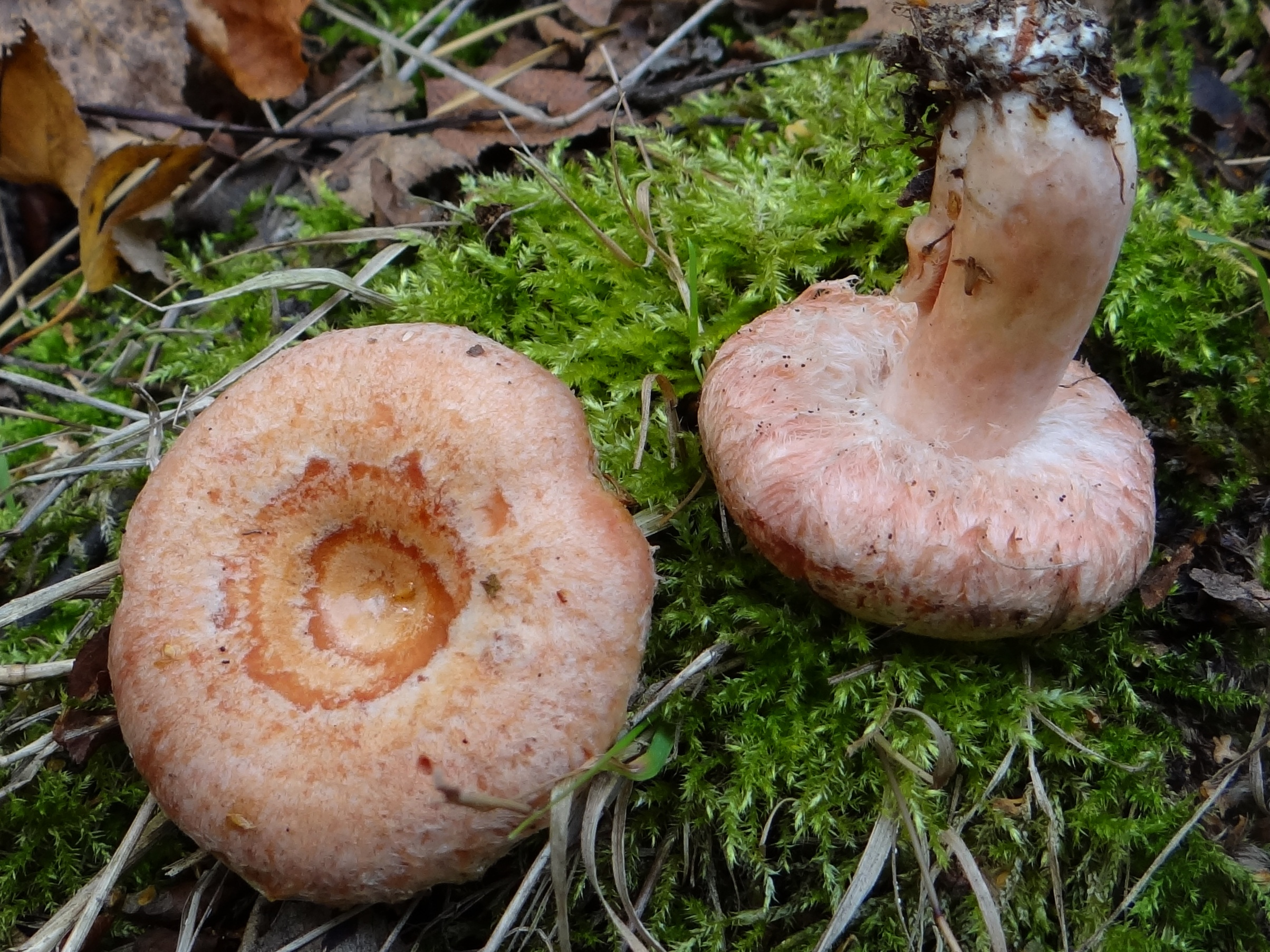

Шляпка ∅ 4—12 см, сначала выпуклая, затем всё более плоская, с глубоким пуповидным углублением в центре, с завёрнутыми вниз опушёнными краями. Кожица покрыта густыми и грубыми ворсинками, располагающимися неровными концентрическими кругами, слабо слизистая, бледно- или серо-розовая, в сухую погоду выцветает до бледно-розовой или почти белой, от прикосновения темнеет.
Мякоть белая, очень крепкая и плотная, с острым вкусом. Млечный сок обильный, острый, белого цвета, на воздухе цвета не изменяет.
Ножка ∅ 1—2 см, 3—6 см в высоту, цилиндрическая, очень крепкая и твёрдая, в молодости сплошная, затем полая, бледно-розового цвета, слегка сужающаяся к основанию. Поверхность ножки покрыта пушком и мелкими ямками (иногда).
Пластинки беловатого цвета, очень частые, неширокие, нисходящие по ножке и всегда перемежающиеся промежуточными пластиночками.
Споровый порошок белого или кремово-белого цвета.

### Изменчивость
Цвет шляпки варьирует от желтовато-оранжевого до светло-орехового, с большей или меньшей ворсистостью. Пластинки могут быть с розоватым оттенком, с возрастом желтеют.

## Экология и распространение
Растёт в берёзовых и смешанных с берёзой лесах, иногда во влажных местах, группами. Образует микоризу с берёзой (в основном со старыми деревьями). Распространена преимущественно в северной части лесной зоны.[уточнить] 

Сезон с конца июня до октября (массовое плодоношение из двух слоёв: в конце июля и в конце августа — первой половине сентября).
Устойчива к поражению личинками насекомых. Как правило, ими поражаются только старые водянистые волнушки. В ножке иногда поселяется жёлтый проволочник.

## Сходные виды
- Млечник шиповатый (Lactarius spinosulus) легко отличается по неопушённому краю шляпки.
- Lactarius ciliciodes
- Lactarius blumii не имеет концентрических зон на шляпке.
- Волнушка белая (Lactarius pubescens) отличается шляпкой почти белого цвета и меньшими размерами.
- Другие млечники сходной окраски (рыжик настоящий, рыжик еловый) имеют окрашенный млечный сок.

## Пищевые качества
Согласно советской классификации грибов, волнушка розовая — условно съедобный гриб хорошего качества; употребляется в солёном и маринованном виде, иногда свежим во вторых блюдах. Особенно ценятся в засоле молодые грибы (с диаметром шляпки не более 3—4 см), так называемые «завитки». Перед приготовлением вымачиваются 2—3 суток для удаления едкого млечного сока, со сменой воды. В заготовках желтеет. В Финляндии жарят после 5—10 минутной бланшировки.

### Токсичность
Не проявляет токсичности после вымачивания. Солёные волнушки можно употреблять не ранее, чем через 10—14 дней после засола.